# Салтыково (Калининградская область)
Салтыково — посёлок в Черняховском муниципальном округе Калининградской области.

## География
Находится в центральной части Калининградской области, в зоне хвойно-широколиственных лесов, на расстоянии примерно 19 километра (по прямой) к северо-западу от города Черняховска, административного центра района. Абсолютная высота — 20 метров над уровнем моря.

### Климат
Климат характеризуется как переходный от морского к умеренно континентальному. Среднегодовая температура воздуха — 8,3 °C. Средняя температура воздуха самого холодного месяца (января) — −0,9 °C (абсолютный минимум — −35 °C); самого тёплого месяца (июля) — 18,5 °C (абсолютный максимум — 37 °C). Период температуры воздуха выше 0 °C составляет 274 дня. Длительность вегетационного периода — 180—200 дней. Годовое количество атмосферных осадков — 850—900 мм, из которых большая часть выпадает в тёплый период.

### Часовой пояс
Посёлок Салтыково как и вся Калининградская область, находится в часовой зоне МСК−1. Смещение применяемого времени относительно UTC составляет +2:00.

## История
Поселение образовано на месте трёх деревень, относимых к исторической области Надровия (Кляйн-Будлаккен, Керулатен, Муплаккен). В составе Германии (Восточная Пруссия) до 1945 года. При Гитлере названия двух из трёх первопоселений подвергались германизации в ходе кампании по ликвидации в Третьем Рейхе топонимики древнепрусского происхождения: в 1938 году Керулатен  поменяла название на Керлатен, а Муплаккен — на Моптау. По итогам Второй мировой войны все три населенных пункта вошли в состав СССР. Посёлок Салтыково был образован в 1950 году путём объединения Кляйн-Будлаккена, Керлатена и Моптау. Ныне в составе России как правопреемницы СССР. В период с 2008 по 2016 годы Салтыково входило в состав Каменского сельского поселения Черняховского района, с 2016 по 2022 годы — в состав Черняховского городского округа.

## Население
| 2002 | 2010 |
| ---- | ---- |
| 28   | ↘19  |

### Национальный состав
Согласно результатам переписи 2002 года, в национальной структуре населения русские составляли 75 %.